# Coll de Malrem

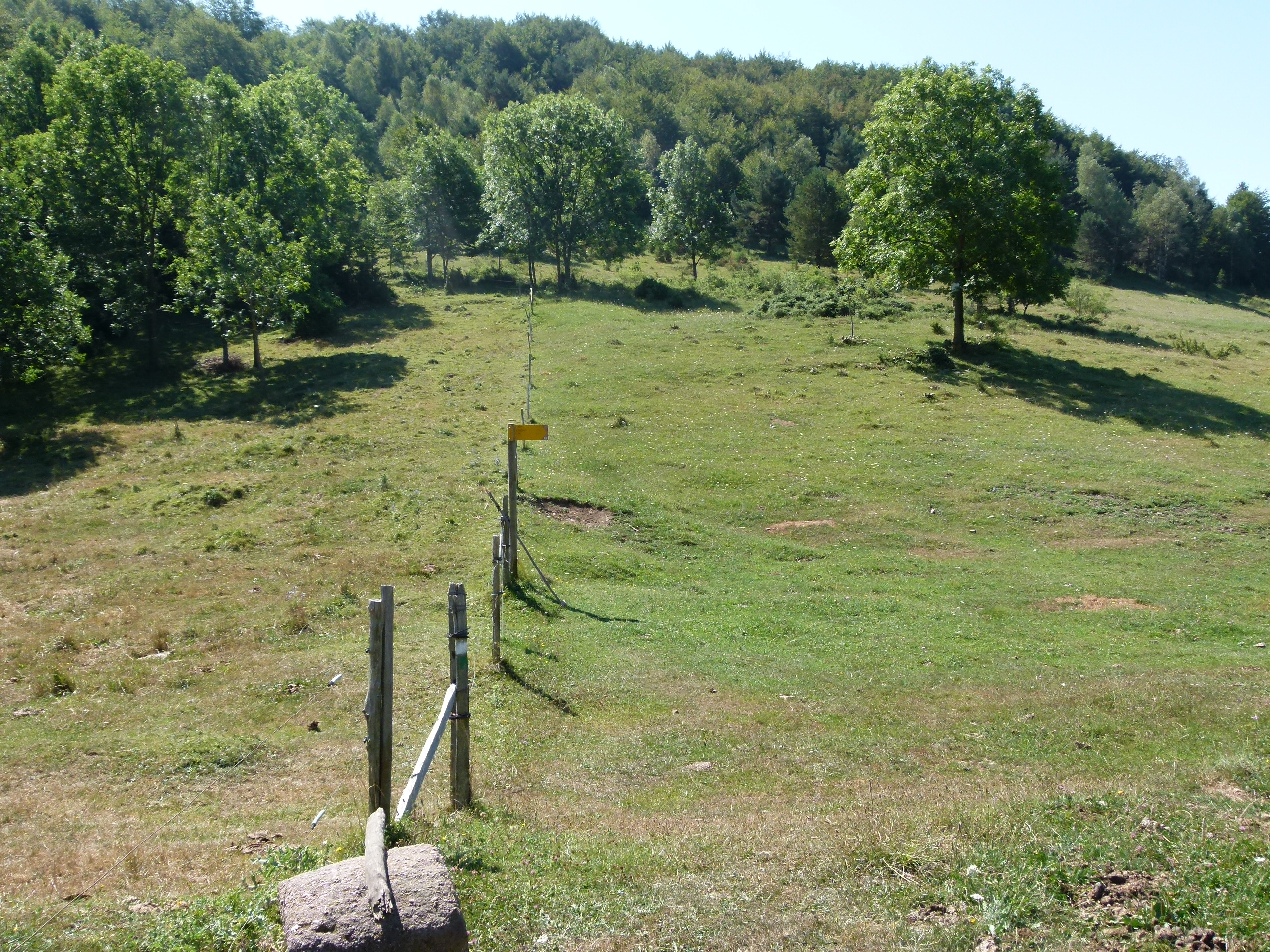
El Coll de Malrem

El Coll de Malrem, o de Malrems, és una collada situada a 1.131,2 m alt del límit dels termes comunal de la Menera, de la comarca del Vallespir, a la Catalunya del Nord, i municipal de Camprodon, de la del Ripollès, però dins de l'antic terme de Beget, pertanyent a la Garrotxa.

## Situació
És a l'extrem sud-occidental del terme de la Menera, a ponent de la Collada Fonda, també al sud-oest de la Baga de la Sedella, al nord del poble de Beget i al nord-est del veïnat de la Guardiola, també de Beget. És fàcilment accessible des de la pista entre Rocabruna i les basses de Monars, a partir de l'Oratori de Can França, o seguint el GR-83 des de Beget.

## Història
Durant l'exili republicà, unes 5.000 persones van creuar el coll nevat entre finals de gener i principis de febrer del 1939, tot fugint de les tropes franquistes, encetant una nova vida com a refugiats.
El gener de 1981, amb un metre de neu als peus, fou el punt de pas d'un grup d'exiliats, un d'ells l'exmilitant de l'Exèrcit Popular Català (EPOCA) Rafael Reñé i Teulé, conegut a partir d'aleshores com a «Aleix Renyé».

## Fites transfronteres
Just al coll hi ha la fita transfronterera número 521.